# Ca la Barana
Ca la Barana és un edifici de Calafell (Baix Penedès) protegit com a bé cultural d'interès local.

## Descripció
Edifici de planta irregular que té un pati a la part anterior. És constituït per tres cossos. El principal, amb planta baixa i una planta alta, té una coberta de doble vessant amb el carener paral·lel a la façana principal que està orientada a migdia. A cada extrem de la façana hi ha una cadena cantonera de pedra escairada. Al pis hi ha tres finestres rectangulars, de pedra tallada, amb clavellinera. La que està al mig té els brancals motllurats i un guardapols, els extrems del qual són decorats amb unes mènsules petites amb una pinya. La finestra del costat esquerre no és original. Entre aquesta finestra i la cadena cantonera hi ha un rellotge de sol pintat al mur. A la planta baixa, sota de la finestra amb guardapols, hi ha el portal d'accés a la casa. A la part superior de la façana, que és arrebossada i pintada de color blanc, hi ha el ràfec fet amb elements de ceràmica (rajoles i teules) el qual disposa de tortugada.

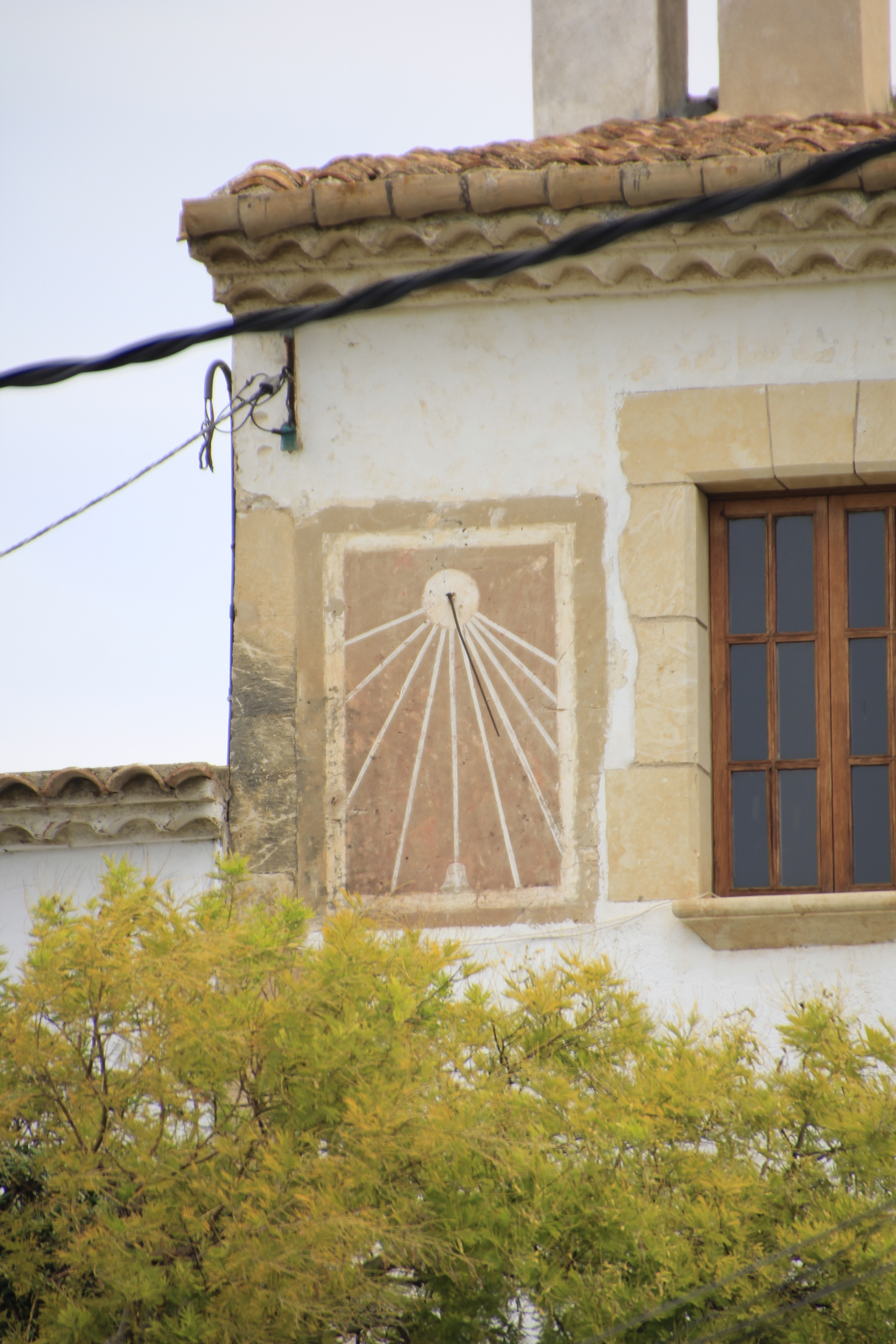
Rellotge de sol

El cos del costat oest té una única planta i coberta plana. A la cara sud hi ha un portal d'arc escarser. A la façana oest hi ha quatre finestres de formes i mides diferents.
La coberta del cos del costat nord és d'una sola vessant. És de planta aproximadament rectangular i consta de planta baixa i pis. A la façana hi ha el portal d'accés, d'arc de mig punt i una finestra rectangular allargada de nova construcció. Ambdues obertures són remarcades amb xapa metàl·lica per denotar que no són originals. Sobre del portal hi ha dues finestres emmarcades en pedra. A la banda esquerra de la façana hi ha una cadena cantonera de pedra escairada i la resta de parament està revestit amb un estuc de calç de color blanc trencat. A l'interior els sostres són unidireccionals de bigues de fusta amb un sòl pòrtic estructural.
Conserva una paret de fàbrica de maçoneria a la vista i, a la part baixa de les parets, s'observa la roca retallada del turó del castell. Enclastades a terra, hi ha un seguit de gerres ceràmiques restaurades parcialment. També hi ha una sitja, un parell de cups i una arcada que, probablement, era l'antic accés a l'edifici des del mòdul principal.
El pati que envolta tot l'edifici és tancat, en un dels seus costats per un mur de maçoneria amb un remat de pedra tallada de forma triangular.
El sistema constructiu és de tipus tradicional a base de murs de càrrega i sostres unidireccionals fets amb bigues de fusta. Coberta de bigues de fusta i teules àrabs. Els murs són de maçoneria i de maó massís. Cadenes cantoneres i obertures de façana fetes de pedra tallada d'origen local.